# Chemin de fer Nanning-Kunming
Le chemin de fer Nanning–Kunming, ou chemin de fer Nankun, est un chemin de fer électrifié à voie unique dans le sud-ouest de la Chine entre Nanning et Kunming, respectivement capitales provinciales de la région autonome Zhuang du Guangxi et de la province du Yunnan. Le chemin de fer a été construit du 24 décembre 1990 au 18 mars 1997 et a une longueur totale de 898,7 km, y compris la ligne principale de 863,04 km entre Nanning et Kunming et une ligne secondaire du canton de Weishe de la ville de Xingyi au canton de Hongguo de la municipalité de Liupanshui, dans la province du Guizhou,. Le chemin de fer de Nankun est un conduit ferroviaire majeur dans le sud-ouest de la Chine. Les principales villes et villages le long de la route comprennent Nanning, Baise, Xingyi, Luoping et Kunming.
Le pont ferroviaire de Qingshuihe (pont ferroviaire de la rivière Qingshui) transporte le chemin de fer à travers la gorge de la rivière Quigshui. C'est l'un des ponts les plus hauts du monde et le cinquième pont ferroviaire le plus haut. Le pont mesure 180 mètres de haut et a une travée principale de 128 mètres. Le pont a ouvert en 2000. 
Le chemin de fer Nanning-Kunming fournit la liaison ferroviaire la plus courte entre la province du Yunnan et les ports maritimes chinois du golfe du Tonkin, tels que Fangchenggang et Beihai, jouant ainsi un rôle quelque peu similaire à celui joué par le chemin de fer Kunming-Hai Phong avant la Seconde Guerre mondiale.

## Liaisons ferroviaires
- Nanning : chemin de fer Hunan-Guangxi
- Tiandong : la branche Tiandong-Debao (ouverte en 2010), principalement utilisée par l'industrie minière de la bauxite[4].
- Weishe ( Xingyi ): chemin de fer Weishe-Hongguo
- Kunming : chemin de fer Shanghai–Kunming / chemin de fer Neijiang–Kunming, chemin de fer Chengdu–Kunming

## Sources et références
1. ↑  (Chinese) "南昆铁路开工" Xinhua 2008-12-05
2. ↑  (Chinese) "南昆铁路建成通车" China Radio International 2004-03-18
3. ↑  Sakowski, « Qingshuihe Railway Bridge » [Wiki], HighestBridges.com (consulté le 10 décembre 2014)
4. ↑  广西田德铁路开通运营两年 货物发送达２８０万吨, Xinhua, 2011-11-27